# Black River (Winnipegsee)
Der Black River (englisch für „Schwarzer Fluss“) ist ein Zufluss des Winnipegsees im Osten der kanadischen Provinz Manitoba.
Der Black River hat seinen Ursprung im Black Lake im Nopiming Provincial Park unweit der Provinzgrenze zu Ontario. Er fließt in überwiegend westlicher Richtung durch den Kanadischen Schild. Dabei nimmt er den Nebenfluss Rabbit River von links auf, durchfließt den Black River Lake und passiert zahlreiche Stromschnellen. Nach etwa 130 km erreicht der Fluss den südlichen Teil des Winnipegsees. Bei Little Black River befindet sich die langgestreckte Mündungsbucht des Black River. Der O’Hanly River fließt südlich des Black River in die Mündungsbucht. Das Einzugsgebiet des Black River grenzt im Norden an das des Manigotagan River. Der Black River hat eine Länge von etwa 130 km. Am Pegel an der Manitoba Provincial Road 304 beträgt der mittlere Abfluss 3,3 m³/s. Das Monatsmittel im Mai liegt bei 12 m³/s. In den Sommermonaten fällt die durchschnittliche Abflussmenge des Black River auf einen Wert von 2 m³/s. Der Black River durchfließt eine abgelegene Landschaft des borealen Waldgürtels. Entlang des Flusslaufes finden jedoch starke Holzfällaktivitäten statt. Der Black River führt in den Monaten April bis Juni ausreichend Wasser, so dass er in dieser Zeit mit dem Kanu befahrbar ist.